# Microxydia pulveraria
Microxydia pulveraria là một loài bướm đêm trong họ Geometridae.